# Kanton Oldendorf
Der Kanton Oldendorf war eine Verwaltungseinheit im Königreich Westphalen, die von 1807 bis 1813 bestand und durch das Königliche Decret vom 24. Dezember 1807 gebildet wurde. Von 1807 bis 1810 gehörte der Kanton zum Distrikt Rinteln im Departement der Weser und ab 1810, nach dessen Auflösung kam der Kanton zu einem neuen Distrikt Rinteln im Departement der Leine. Durch die Verschiebung entstanden geringfügige Änderungen im Kanton, der Ort Weibeck kam hinzu, dafür wurde die Gemeinde Segelhorst abgespalten.

## Gemeinden
- Oldendorf
- Rohden und  bis 1810 Segelhorst
- Welsede
- Rannenberg, Langenfeld und Südhagen
- Fischbeck
- Höfingen und Haddessen
- Pötzen, Bensen und Zersen
- Barksen und Wickbolsen
- Krückeberg mit Gut Stau
- Großenwieden und Kleinenwieden
- Engern mit Rinnenbrink
- Großer Neelhof
- Kleiner Neelhof und Gut Seehof
- Ahe und Kohlenstädt
- Westendorf und Gut Echtringhausen
- Deckbergen
- Ostendorf mit Rosenthal, Schaumburg und Domäne Coverden

ab 1811
- Weibeck[3] (neu)